# リレハンメル
リレハンメル（ Lillehammer）は、ノルウェーの都市のひとつであり、オップラン県の県都でもある。

## 概要
リレハンメルには、ノルウェー語で「小さな斧」という意味がある。2009年現在の人口は26,124人である。
リレハンメルでは、1994年に冬季オリンピック・パラリンピック、2016年に冬季ユースオリンピックが開催された。夏・冬通して、これまでに五輪開催された都市としては、最北に位置する。

## 地理
ローゲン川がミョーサ湖に注ぐ辺りに形成された都市であり、観光産業が発展している。また、林業や製紙産業も盛んである。近隣の都市としては、約50キロメートル南東のハーマル、約135キロメートル南のオスロなどが挙げられる。

### 気候
リレハンメルの気候は、ケッペンの気候区分では冷帯（Dfb）に分類される。
| リレハンメル（1991～2020）の気候                    | リレハンメル（1991～2020）の気候 | リレハンメル（1991～2020）の気候 | リレハンメル（1991～2020）の気候 | リレハンメル（1991～2020）の気候 | リレハンメル（1991～2020）の気候 | リレハンメル（1991～2020）の気候 | リレハンメル（1991～2020）の気候 | リレハンメル（1991～2020）の気候 | リレハンメル（1991～2020）の気候 | リレハンメル（1991～2020）の気候 | リレハンメル（1991～2020）の気候 | リレハンメル（1991～2020）の気候 | リレハンメル（1991～2020）の気候 |
| 月                                                  | 1月                              | 2月                              | 3月                              | 4月                              | 5月                              | 6月                              | 7月                              | 8月                              | 9月                              | 10月                             | 11月                             | 12月                             | 年                               |
| --------------------------------------------------- | -------------------------------- | -------------------------------- | -------------------------------- | -------------------------------- | -------------------------------- | -------------------------------- | -------------------------------- | -------------------------------- | -------------------------------- | -------------------------------- | -------------------------------- | -------------------------------- | -------------------------------- |
| 最高気温記録 °C （°F）                              | 10.4 (50.7)                      | 12.5 (54.5)                      | 16.0 (60.8)                      | 23.4 (74.1)                      | 28.5 (83.3)                      | 34.0 (93.2)                      | 32.4 (90.3)                      | 33.0 (91.4)                      | 26.4 (79.5)                      | 19.5 (67.1)                      | 16.2 (61.2)                      | 11.3 (52.3)                      | 34 (93.2)                        |
| 平均最高気温 °C （°F）                              | −3.2 (26.2)                      | −2.1 (28.2)                      | 3.6 (38.5)                       | 9.4 (48.9)                       | 15.3 (59.5)                      | 19.3 (66.7)                      | 21.7 (71.1)                      | 19.8 (67.6)                      | 14.9 (58.8)                      | 7.4 (45.3)                       | 1.3 (34.3)                       | −2.7 (27.1)                      | 8.73 (47.68)                     |
| 日平均気温 °C （°F）                                | −6.2 (20.8)                      | −5.5 (22.1)                      | −1.2 (29.8)                      | 4.0 (39.2)                       | 9.4 (48.9)                       | 13.7 (56.7)                      | 16.0 (60.8)                      | 14.4 (57.9)                      | 10.0 (50)                        | 4.0 (39.2)                       | −1.2 (29.8)                      | −5.4 (22.3)                      | 4.3 (39.7)                       |
| 平均最低気温 °C （°F）                              | −8.7 (16.3)                      | −8.3 (17.1)                      | −4.7 (23.5)                      | −0.3 (31.5)                      | 4.4 (39.9)                       | 8.5 (47.3)                       | 11.0 (51.8)                      | 10.2 (50.4)                      | 6.1 (43)                         | 1.5 (34.7)                       | −3.3 (26.1)                      | −7.9 (17.8)                      | 0.71 (33.28)                     |
| 最低気温記録 °C （°F）                              | −31.0 (−23.8)                    | −29.5 (−21.1)                    | −24.1 (−11.4)                    | −14.0 (6.8)                      | −5.4 (22.3)                      | −2.2 (28)                        | 0.0 (32)                         | −0.6 (30.9)                      | −5.8 (21.6)                      | −14.5 (5.9)                      | −22.5 (−8.5)                     | −31.0 (−23.8)                    | −31 (−23.8)                      |
| 雨量 mm （inch）                                    | 48.0 (1.89)                      | 32.4 (1.276)                     | 35.9 (1.413)                     | 32.8 (1.291)                     | 63.4 (2.496)                     | 62.4 (2.457)                     | 76.1 (2.996)                     | 95.1 (3.744)                     | 56.9 (2.24)                      | 63.6 (2.504)                     | 69.1 (2.72)                      | 50.0 (1.969)                     | 685.7 (26.996)                   |
| 出典：http://www.pogodaiklimat.ru/history/01378.htm |                                  |                                  |                                  |                                  |                                  |                                  |                                  |                                  |                                  |                                  |                                  |                                  |                                  |

## 歴史
リレハンメルに関する最初の記載は、13世紀のノルウェー王ホーコン4世についての史料上で現れる。1903年にノーベル文学賞を受賞したノルウェー人作家であり、ノルウェーの独立運動にも尽力したビョルンソンは、もっぱらこの街で生活した。
1994年に冬期のオリンピックが開催された。

## 姉妹都市･提携都市
- オートランス（英語版）（フランス共和国 オーヴェルニュ･ローヌ･アルプ地方 イゼール県）
- サラエヴォ（ボスニア・ヘルツェゴビナ ボスニア・ヘルツェゴビナ連邦 サラエヴォ県）
- ヘイワード（英語版）（アメリカ合衆国 ウィスコンシン州）
- ハースホルム（デンマーク語版）（デンマーク王国 デンマーク首都地域）
- レクサンド（スウェーデン王国 ダーラナ県）
- オーバーホーフ（ドイツ連邦共和国 テューリンゲン州）
- オウライネン（英語版）（フィンランド共和国 オウル州 北ポフヤンマー県）
- 南魚沼市（日本国 中部地方 新潟県） - 1972年 姉妹都市提携締結

## 出身者
- ロベルト・ヨハンソン - スキージャンプ選手
- トールビョルン・ロッケン - ノルディック複合選手
- ブリット・ペテルセン - クロスカントリースキー選手
- ミッコ・コクスリエン - スキージャンプ選手
- アンデルス・トロンドセン - サッカー選手